# Comuna Viknîne, Katerînopil
Viknîne (în ucraineană Вікнине) este o comună în raionul Katerînopil, regiunea Cerkasî, Ucraina, formată din satele Hrușkivka și Viknîne (reședința).

## Demografie
Componența lingvistică a comunei Viknîne
     Ucraineană (98,7%)
     Rusă (1,21%)
Conform recensământului din 2001, majoritatea populației comunei Viknîne era vorbitoare de ucraineană (98,7%), existând în minoritate și vorbitori de rusă (1,21%).